# Morosaglia
Morosaglia is een gemeente in het Franse departement Haute-Corse (regio Corsica). De gemeente maakt deel uit van het arrondissement Corte. Morosaglia telde op 1 januari 2022 961 inwoners.

## Geografie
De oppervlakte van de gemeente Morosaglia bedroeg op 1 januari 2022 24,45 vierkante kilometer; de bevolkingsdichtheid was toen 39,3 inwoners per km². De gemeente heeft een langgerekte vorm met een lengte van twaalf kilometer en een gemiddelde breedte van minder dan twee kilometer.
Het dorp Morosaglia (Merusaglia in het Corsicaans) ligt in het hoogste, oostelijke deel van de gemeente. In het noordwesten ligt nog een tweede belangrijke kern: Ponte-Leccia. Deze laatste heeft een belangrijke verkeersfunctie en een belangrijk station op het Corsicaanse spoorwegennet. De departementale weg D71 vormt de belangrijkste weg doorheen de gemeente en verbindt Ponte-Leccia met Morosaglia en de Bocca di u Pratu. Het centrale en oostelijke deel van de Castagniccia kan bereikt worden via deze bergpas.
De onderstaande kaart toont de ligging van Morosaglia met de belangrijkste infrastructuur en aangrenzende gemeenten.

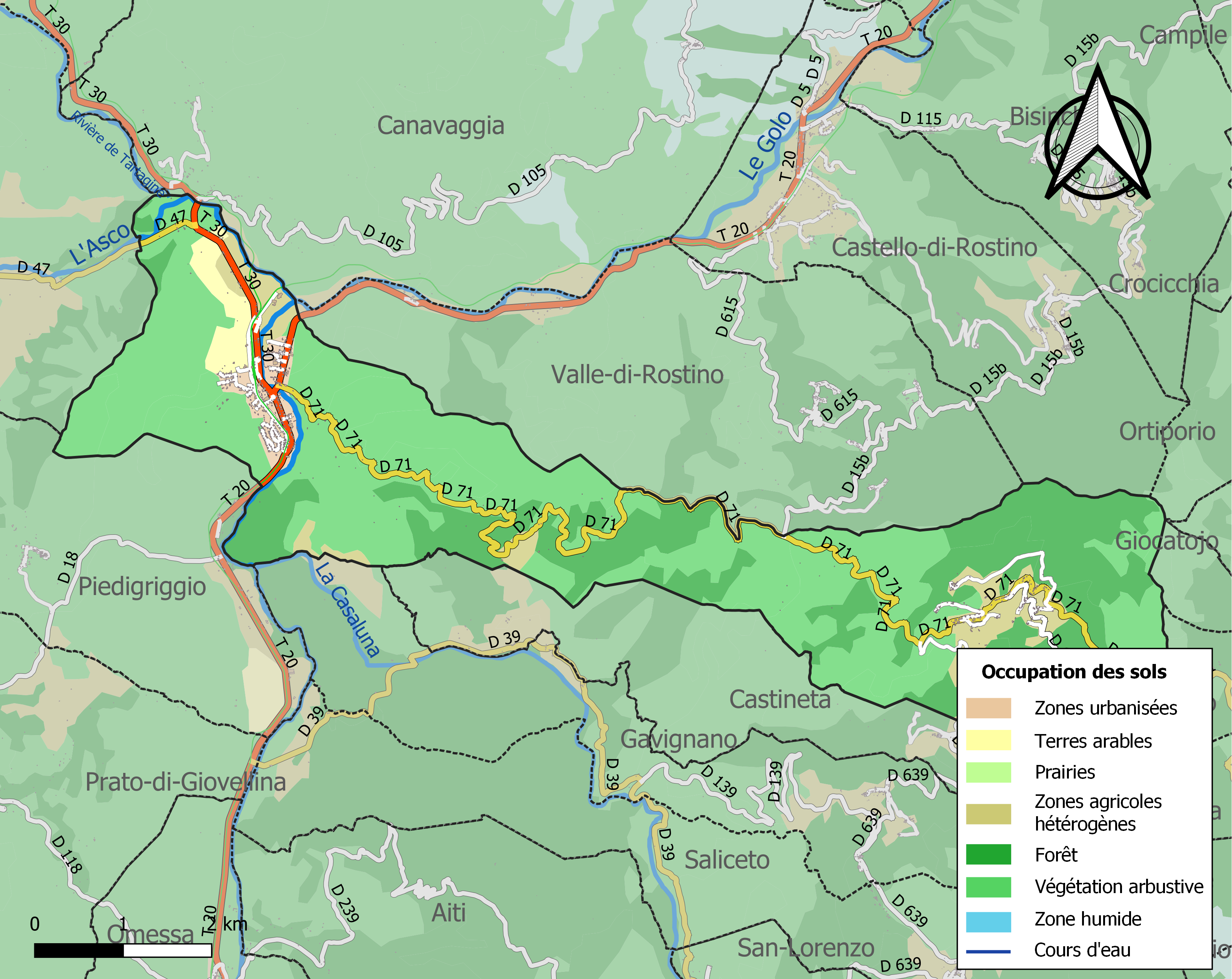

## Geschiedenis
In Morosaglia werd Pasquale Paoli geboren. In het dorp is ook een klein museum gewijd aan deze Corsicaanse "Vader des Vaderlands".

## Demografie
Onderstaande figuur toont het verloop van het inwonertal (bron: INSEE-tellingen).

Vanwege een beveiligingsprobleem met de MediaWiki Graph-software is het momenteel niet mogelijk deze grafiek weer te geven. Zodra de software is bijgewerkt zal de grafiek vanzelf weer zichtbaar worden.